# Buxus colchica
Espèce
Classification phylogénétique
Statut de conservation UICN

 NT  : Quasi menacé
Buxus colchica est une espèce de plantes du genre Buxus de la famille des Buxaceae.